# Парламентські привілеї
Парламентські привілеї — це певний перелік комплементарних прав та свобод, які забезпечують здійснення депутатами повноважень стосовно представництва виборців без зайвих перешкод, а також без страху бути покараним.
Поняття характеризує елемент статусу парламенту в цілому, та статус його членів, визначаючи специфіку поширення на них дії норм законодавства шляхом обмеження такої дії певною мірою; це професійний імунітет, який потрібен для гарантування того, що обов'язки парламентаріїв виконуватимуться найкращим чином.

## Історія становлення системи парламентських привілеїв

### Стародавній Рим
У Стародавньому Римі захист публічних діячів був поширеним явищем, що зумовлюється необхідністю забезпечення належного виконання їхніх функцій (наприклад, народний трибун був недоторканний). Той, хто порушував існуючі норми, підлягав покаранню.

### Велика Британія
Сучасну концепцію парламентських привілеїв пов'язують із сесією парламенту Великої Британії 1397 року, коли Палата Громад оприлюднила біль, в якому викрила скандальні фінансові махінації короля Ричарда II. Томас Хаксі, депутат, який виступив проти короля, був засуджений до страти за зраду. Вирок не було виконано — король відпустив Хаксі. В історичному контексті парламентські привілеї — це продукт прямої та реальної загрози Корони та Палати Лордів правам Палати Громад. Іншими словами, йдеться про прагнення забезпечити права представників народу та захистити їх від зазіхань з боку королівської влади. На першому етапі йшлося про захист свободи слова. Уперше відповідний принцип був закріплений у Біллі про права 1689 року. Свобода від арешту (недоторканність) була офіційно закріплена пізніше та стосувалася виключно цивільних справ. У державі з домінуванням стабільних традиційних політичних цінностей такий підхід виявився ефективним механізмом законодавчого врегулювання, яке відбулося органічно та без розподілу основних привілеїв на види. Концепція парламентських привілеїв виросла з розуміння того, що представники депутатського корпусу отримували їх разом з повноваженнями від електорату.
Таким чином, британська модель парламентських привілеїв основний акцент зробила на свободі депутатів вільно висловлювати свої думки у зв'язку із виконанням своїх функцій у парламенті. Принцип недоторканності не мав істотного значення та стосувався здебільшого цивільних справ. Парламенти інших країн (наприклад, Канади, Нідерландів) перейняли систему парламентських привілеїв, закріпивши її в конституціях та інших законах. Це сприяло становленню такого принципу діяльності парламенту як публічність, а також стимулювало відповідальне ставлення народних обранців до виконання ними своїх професійних обов'язків.

### Франція
Декларація прав людини і громадянина проголосила новий універсальний принцип — верховенство права. Декларація стала продуктом революції, а тому недоречно вважати її результатом широкої суспільної угоди. У Франції на той час виникла необхідність у введенні спеціальних механізмів захисту представників народу. Так була проголошена недоторканність кожного депутата.
Подальший розвиток правової теорії зумовив виникнення двох категорій парламентських імунітетів:
1. Принцип відсутності відповідальності за сказане депутатом (свобода висловлювань).
2. Принцип недоторканності (свобода від арешту), який поширювався на кримінальні справи.

Французька дуальна модель парламентських привілеїв виявилася найбільш успішною, що зумовило її поширення як у Європі, так і в колишніх колоніях. Більш широкий простір існування парламентських привілеїв у Франції пов'язаний із провідною роллю парламенту (Національної Асамблеї) в системі органів державної влади.

## Складові
Більшість вчених-правознавців розглядають термін «парламентські привілеї» в аспекті:
1. Колективних депутатських привілеїв, сенс яких зводиться до можливості захистити свою спроможність ефективно здійснювати функції, а також притягнути до відповідальності тих, хто перешкоджає цьому (наприклад, визначати порядок денний власної роботи).
2. Індивідуальних депутатських привілеїв, існування яких обумовлене тим, що функціонування парламенту неможливе без належного виконання визначених обов'язків його членами (наприклад, індемнітет, імунітет).

## Проблеми термінології
Історичний розвиток зумовив те, що, незважаючи на термінологічну невизначеність та змістовну неоднорідність питання парламентських привілеїв, більшість держав закріпили дві основні категорії привілеїв для депутатів:
1. Принцип невідповідальності за сказане депутатом (свобода висловлювань, або індемнітет).
2. Принцип недоторканності (свобода від арешту, або імунітет).

Зараз на теоретичному рівні ведеться дискусія з приводу відмови від терміну «парламентські привілеї» та заміни його на «права та імунітети». Аргументом на користь такої заміни є посилання на те, що в сучасному світі слово «привілеї» має зовсім інший зміст у порівнянні із традиційним розумінням. У громадськості може скластися враження, що парламентарі претендують на присвоєння собі атрибутів привілейованого класу. Така позиція суперечить сучасному сприйняттю парламенту як місця роботи, а статусу депутатів — як звичайних громадян, на яких було покладено обов'язок представляти інтереси тих, хто їх обрав. Інакше кажучи, парламентські привілеї — це не персональні прерогативи депутатів, а лише засіб забезпечення їхньої незалежності від стороннього впливу, зокрема — з боку виконавчої гілки влади. Доцільність депутатських привілеїв полягає в охороні належної гідності, ефективності та незалежності законодавчої гілки влади, а не захистові окремих осіб від правосуддя.